# Delhi (Luisiana)
Delhi é uma cidade  localizada no estado americano de Luisiana, na Paróquia de Richland.

## Demografia
Segundo o censo americano de 2000, a sua população era de 3066 habitantes.
Em 2006, foi estimada uma população de 3038, um decréscimo de 28 (-0.9%).

## Geografia
De acordo com o United States Census Bureau tem uma área de
6,7 km², dos quais 6,5 km² cobertos por terra e 0,2 km² cobertos por água. Delhi localiza-se a aproximadamente 27 m acima do nível do mar.

## Localidades na vizinhança
O diagrama seguinte representa as localidades num raio de 32 km ao redor de Delhi.